# Lego Worlds
Lego Worlds  — компьютерная игра 2015 года выпуска в жанрах открытый мир и песочница, разработанная TT Games и изданная Warner Bros. Interactive Entertainment для платформы Windows. Первая версия игры вышла 1 июня 2015 года. Полноценная версия вышла 10 марта 2017 года.

## Геймплей
Игра представляет собой песочницу, в которой любой игрок может собирать из блоков Lego всё, что пожелает. Используя обширный арсенал функций игры, можно создавать технику, дома. Функция «Ландшафт», позволяет игроку менять на своё усмотрение ландшафт, добавлять или удалять площадь для построек. В начале игры игрок должен собирать золотые блоки и искать персонажей. Открывая персонажей, технику, предметы и дома игрок постоянно получает всё, что найдет. Чертежи построек и предметы можно найти в огромных сундуках по всему миру. Дальше всё, что появилось в арсенале игрока, можно использовать во время строительства.

## Разработка
| Системные требования | Системные требования                                       | Системные требования                                                                        |
| -------------------- | ---------------------------------------------------------- | ------------------------------------------------------------------------------------------- |
|                      | Минимальные                                                | Рекомендуемые                                                                               |
| ПК                   |                                                            |                                                                                             |
| ОС                   | Windows XP SP3                                             | ОС: Windows 7, 8                                                                            |
| ЦПУ                  | Intel Dual Core 2 GHz                                      | AMD или Intel Quad Core с частотой 2.6 GHz                                                  |
| Объём ОЗУ            | 2 GB ОЗУ                                                   | 4 GB ОЗУ                                                                                    |
| Место на диске       | 10 GB                                                      | 10 GB                                                                                       |
| Видеокарта           | 512MB GPU с Shaders 3.0 и с поддержкой Direct X версии 9.0 | NVIDIA GeForce GTX 480 или ATI Radeon HD 5850 или лучше и с поддержкой Direct X версии 11.0 |
| Устройства ввода     | клавиатура, компьютерная мышь                              | клавиатура, компьютерная мышь, геймпад                                                      |

Игра находилась в раннем доступе в Steam. Периодически выходят новые обновления, в которых добавляется много нового. На 2016 год разработчики, как и обещали, внедрили в игру многопользовательский режим. Lego Worlds вышла как полноценная игра 10 марта 2017 года на PC, PS4 и Xbox One. 8 сентября 2017 года игра появилась и на Nintendo Switch.

## Оценки и мнения
| Сводный рейтинг       | Сводный рейтинг                                                                                           |
| Агрегатор             | Оценка |
| --------------------- | --- |
| GameRankings          | - 69,17 % (XONE) - 64,56 % (PS4)                                                                          |
| Metacritic            | 71/100 (PC, 8 обзоров) 66/100 (PS4, 35 обзоров) 69/100 (Xbox One, 20 обзоров) 59/100 (Switch, 10 обзоров) |
| Иноязычные издания    | |
| Издание               | Оценка |
| GameStar              | 67/100 |
| IGN                   | 7,2/10 |
| Русскоязычные издания | |
| Издание               | Оценка |
| PlayGround.ru         | 7,5/10 |
| Riot Pixels           | 65 % |
| «Игромания»           | 8,0/10 |
| «Игры Mail.ru»        | 6,0/10 |

Игра получила смешанные отзывы. На сайте-агрегаторе Metacritic средняя оценка игры составляет 71 из 100 на основе 8 обзоров для платформы PC.
Летом 2018 года, благодаря уязвимости в защите Steam Web API, стало известно, что точное количество пользователей сервиса Steam, которые играли в игру хотя бы один раз, составляет 752 946 человек.